# دراكولا 2000
دراكولا 2000 (بالإنجليزية: Dracula 2000)‏ هو فيلم رعب أمريكي من إخراج باتريك لوسير وبطولة جوني لي ميلر، جوستين وودل، جيرارد بتلر، فيتامين سي وجينيفر إسبوسيتو، صدر الفيلم في 22 ديسمبر 2000.

## روابط خارجية
دراكولا 2000 على موقع IMDb (الإنجليزية)
- دراكولا 2000 على موقع ميتاكريتيك (الإنجليزية)
- دراكولا 2000 على موقع روتن توميتوز (الإنجليزية)
- دراكولا 2000 على موقع نتفليكس (الإنجليزية)
- دراكولا 2000 على موقع ألو سيني (الفرنسية)
- دراكولا 2000 على موقع Turner Classic Movies (الإنجليزية)
- دراكولا 2000 على موقع أول موفي (الإنجليزية)
- دراكولا 2000 على موقع بوكس أوفيس موجو (الإنجليزية)
- دراكولا 2000 على موقع فيلمافينيتي (الإسبانية)
- دراكولا 2000 على موقع قاعدة بيانات الأفلام السويدية (السويدية)